# Atherinella colombiensis
Atherinella colombiensis är en fiskart som först beskrevs av Hubbs 1920.  Atherinella colombiensis ingår i släktet Atherinella och familjen Atherinopsidae. Inga underarter finns listade.